# Татаров (село)

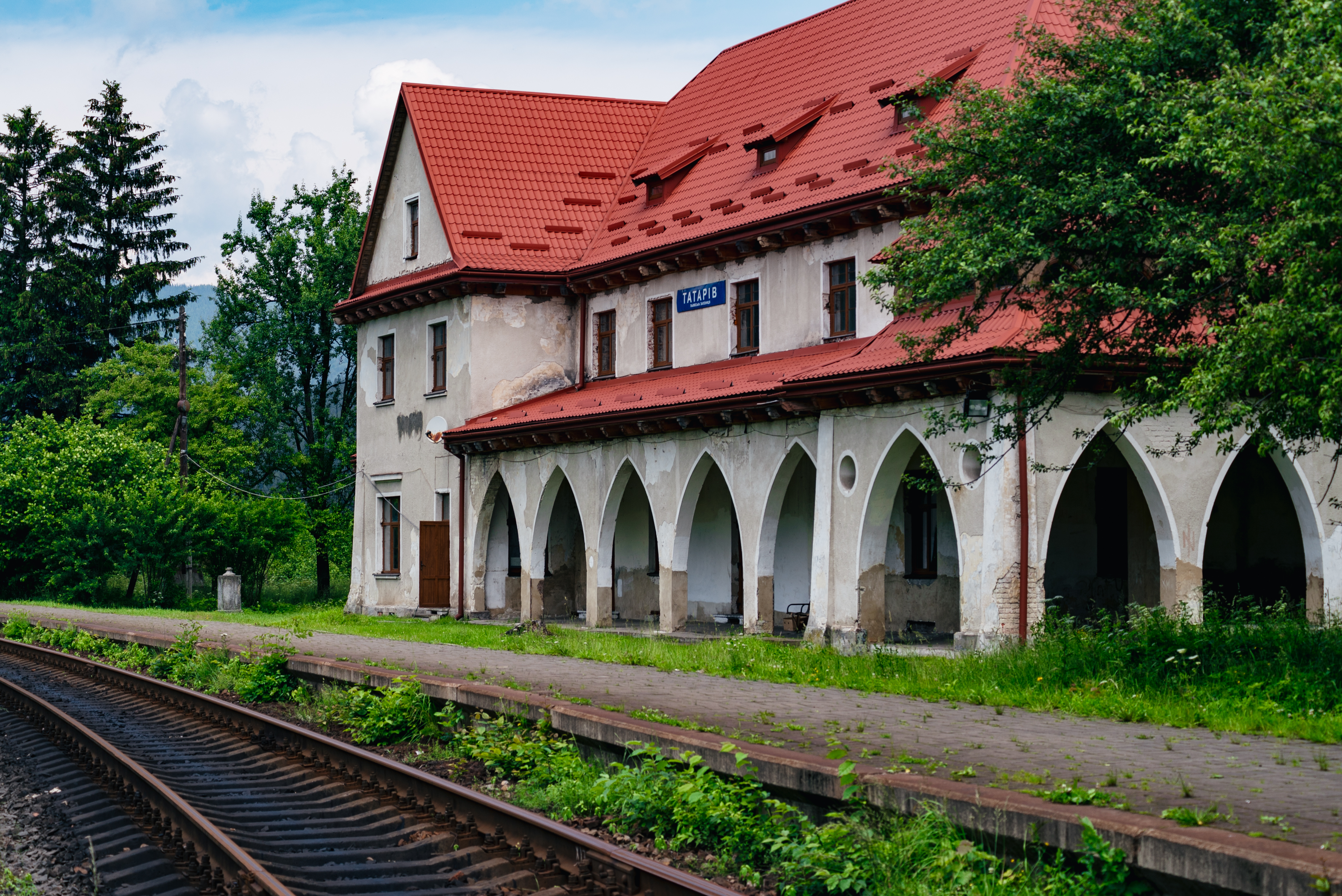
Железнодорожный вокзал

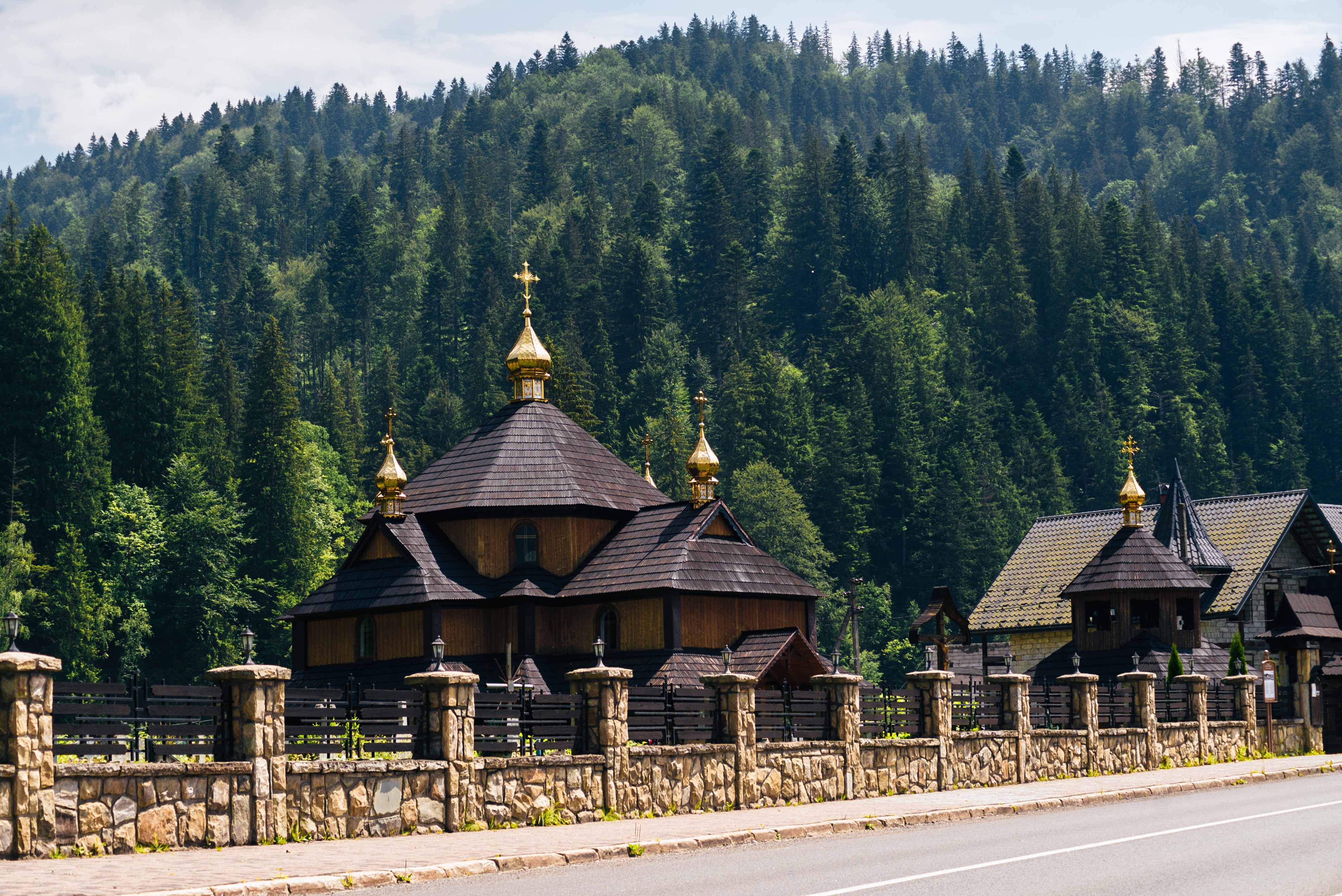
Церковь Св. Дмитрия

Татаров (укр. Татарів) — село в Ворохтянской общине Надворнянского района Ивано-Франковской области Украины. Расположено на реке Прут.
Население по переписи 2001 года составляло 1508 человек. Занимает площадь 4,92 км². Почтовый индекс — 78596. Телефонный код — 3434.

## История
В 1946 году указом ПВС УССР село Татаров переименовано в Кременцы.
В 1993 году селу возвращено прежнее название.
В селе имеется одноимённая железнодорожная станция, которая является ближайшей к горнолыжному курорту «Буковель».
Село известно как климатический курорт.